# Juchnajcie
Juchnajcie (deutsch Juckneitschen, 1935–1945 Steinhagen (Ostpr.)) ist ein kleines Dorf in der polnischen Woiwodschaft Ermland-Masuren, das zur Stadt- und Landgemeinde Gołdap (Goldap) im Kreis Gołdap gehört.

## Geographische Lage
Juchnajcie liegt im Nordosten der Woiwodschaft Ermland-Masuren am Ostufer der Goldap (polnisch: Gołdapa). Die Kreisstadt Gołdap (Goldap) liegt neuen Kilometer in nordöstlicher Richtung.

## Geschichte
Bereits vor 1567 wurde das damals Jugnikeim genannte Dorf gegründet. In der Folgezeit erhielt es Namensformen wie Jugneitschen, Jucknaitschen (nach 1732), Jucknaytschen (nach 1750) sowie Juckneitschen (bis 1935). Vor 1945 handelte es sich um ein weit gestreutes Dorf.
Von 1874 bis 1945 war Juckneitschen in den Amtsbezirk Grabowen (polnisch: Grabowo) eingegliedert, der – 1939 in „Amtsbezirk Arnswald“ umbenannt – zum Kreis Goldap im Regierungsbezirk Gumbinnen der preußischen Provinz Ostpreußen gehörte.
Die Zahl der Einwohner Juckneitschens im Jahre 1910 betrug 281. Sie stieg bis 1933 auf 306 und belief sich 1939 auf 287.
Am 5. Oktober 1935 wurde Juckneitschen in „Steinhagen (Ostpr.)“ umbenannt. Im Jahre 1945 kam es in Kriegsfolge mit dem südlichen Ostpreußen zu Polen und heißt seitdem „Juchnajcie“. Heute ist der Ort Sitz eines Schulzenamtes (polnisch: Sołectwo) und eine Ortschaft im Verbund der Stadt- und Landgemeinde Gołdap im Powiat Gołdapski, bis 1998 zur Woiwodschaft Suwałki, seither zur Woiwodschaft Ermland-Masuren zugehörig.

## Religionen
Vor 1945 war die Bevölkerung Juckneitschens resp. Steinhagens fast ausnahmslos evangelischer Konfession und in das Kirchspiel der Kirche in Rogahlen (1938 bis 1945: Gahlen, polnisch: Rogale) eingepfarrt. Diese war Teil des Kirchenkreises Darkehmen/Angerapp innerhalb der Kirchenprovinz Ostpreußen der Kirche der Altpreußischen Union. Die nur wenigen Katholiken waren zur Pfarrkirche in Goldap im Bistum Ermland hin orientiert.
Nach 1945 verkehrten sich die Verhältnisse: in Juchnajcie ist die Einwohnerschaft mehrheitlich katholisch und gehört zu Rogale in der neu errichteten Pfarrei in Żabin im Dekanat Gołdap im Bistum Ełk (Lyck) der Katholischen Kirche in Polen. Die wenigen evangelischen Kirchenglieder gehören zur Kirchengemeinde in Gołdap, einer Filialgemeinde der Pfarrei in Suwałki in der Diözese Masuren der Evangelisch-Augsburgischen Kirche in Polen.

## Verkehr
Juchnajcie liegt ein wenig abseits an einer Nebenstraße, die – parallel zur Woiwodschaftsstraße 650 (einstige deutsche Reichsstraße 136) – von der Kreisstadt Gołdap über Skocze (Skötschen, 1938 bis 1945 Grönfleet) nach Rożyńsk Mały (Klein Rosinsko, 1938 bis 1945 Bergersdorf) und Boćwinka (Bodschwingken, 1938 bis 1945 Herandstal) führt. Eine Bahnanbindung besteht nicht.